# Sophronica gracilior
Sophronica gracilior är en skalbaggsart som beskrevs av Stefan von Breuning 1940. Sophronica gracilior ingår i släktet Sophronica och familjen långhorningar.
Artens utbredningsområde är Kenya. Inga underarter finns listade i Catalogue of Life.